# Milan Stojanović (1911)
Milan Stojanović (28 dicembre 1911 – 18 giugno 1985) è stato un calciatore jugoslavo.

## Carriera
Stojanović fu portiere della Jugoslavia al Mondiale 1930.